# Квелиці
Квелиці (пол. Kwielice) — село в Польщі, у гміні Ґрембоциці Польковицького повіту Нижньосілезького воєводства.
Населення — 414 осіб (2011).
У 1975-1998 роках село належало до Легницького воєводства.

## Демографія
Демографічна структура станом на 31 березня 2011 року:
|          | Загалом | Допрацездатний вік | Працездатний вік | Постпрацездатний вік |
| -------- | ------- | ------------------ | ---------------- | -------------------- |
| Чоловіки | 204     | 42                 | 149              | 13                   |
| Жінки    | 210     | 44                 | 125              | 41                   |
| Разом    | 414     | 86                 | 274              | 54                   |